# Ma'anshan
Ma'anshan är en stad på prefekturnivå i Anhui-provinsen i östra Kina.Den liggeromkring 130 kilometer öster om provinshuvudstaden Hefei.

## Namnet
Stadens namn betyder "hästsadelberget" vilket går tillbaka till en legend som förtäljer att fältherren Xiang Yu begick självmord här efter det att han besegrats av Liu Bang, Handynastins framtida grundade. Xiang Yu hade anförtrott sin häst åt en färjkarl som skulle föra hästen i säkerhet över en flod, men när hästen såg att hans herre tagit livet av sig slungade han sig i floden. För att hedra hästens minne begravde färjkarlen hästens sadel på en kulle, vilket sedermera gav orten dess namn. 

## Administrativ indelning
Ma'anshan fick status som stad först 1956 och dess territorium utökades väsentligt 2011 när staden tilldelades två härad som tidigare tillhört Chaohu. Idag indelas Ma'anshan i tre stadsdistrikt och tre härad:
Stadsdistrikt:
- Bowang (博望区)
- Huashan (花山区)
- Yushan (雨山区)

Härader:
- Dangtu (当涂县)
- Hanshan (含山县)
- He (和县)

## Klimat
Genomsnittlig årsnederbörd är 1 612 millimeter. Den regnigaste månaden är juli, med i genomsnitt 270 mm nederbörd, och den torraste är januari, med 50 mm nederbörd.